# 東日本トップクラブリーグ
東日本トップクラブリーグ（ひがしにほんトップクラブリーグ）は、関東ラグビーフットボール協会が主催するクラブチームによるラグビーユニオンのリーグ戦である。

## 概要
東日本クラブラグビー選手権大会を再編し、2004年よりリーグ戦として開始。東日本クラブトーナメント大会はこのリーグの下部大会となる。
東日本クラブトーナメント大会（東日本の各都道府県の代表チームによるトーナメント）を勝ち抜いた上で、クラブチームの理念に適ったチームのみが参加できる。トップクラブリーグを構成するチームは、実力（競技力）、運営力、組織力、地域への貢献度などの諸点で「トップクラブ」と自他共に許すクラブでなければならない。その前提として、クラブの財政基盤をしっかりと確立した上でリーグ戦へ参加することは言うまでもない。トップクラブは、そのプライドにかけて、以下の事項の実現に全力を尽くす。
- 単一チームではなく、複数のチームを有する組織であること。（ジュニア、ユース、女子、シニアなど）
- リーグ戦のために一定数の芝生グランドを提供できること。
- 公認レフリーの養成に努力すること。
- リーグ連絡会議を設ける。

2008年からDiv.1、Div.2の2部制となり、Div.1の上位2チームが東京都・秩父宮ラグビー場で11月に行われる決勝戦に進出。また、上位チームは全国クラブラグビーフットボール大会への出場権を得られ、下位チームは東日本クラブトーナメント大会へ降格あるいは入れ替え戦を戦う。再びリーグ再編により、2012年から1リーグ制の7チームとなったが、2015年は再びDiv.1，Div.2の2部制になった。最多優勝は、神奈川タマリバクラブ の10回である。
※2014年度より、東日本クラブラグビー選手権大会の上位3チームに全国クラブラグビーフットボール大会への出場権を得られるように変更となったため、東日本クラブラグビー選手権にも東日本トップクラブリーグ所属チームが参加するようになった。

## 参加チーム
Div.1
- 北海道バーバリアンズ（北海道）
- RKUラグビー龍ケ崎ドラゴンズ（茨城）
- 駒場WMM（東京）
- 神奈川タマリバクラブ（神奈川）
- 調布三鷹オールカマーズ　(東京）
- Bull Sharks（神奈川）

Div.2
- ハーキュリーズ（東京）
- マンダラ東京（旧・曼荼羅クラブ）（東京）
- 宇都宮白楊ヴォルツ（栃木）
- 新潟アイビス（新潟）
- タイセイハウジーレッズ（神奈川）
- RKUラグビ-龍ケ崎・バーシティ

Div.3
- 北上矢巾ブレイズラガー（岩手）
- 桐生ラガーズ（群馬）
- 湘南フジクラブ(神奈川)
- ツクバリアンズ（茨城）
- 湘南プレイボーイズ（神奈川）

### 過去の参加チーム
- サッテツ（北海道）
- 紫波オックス（岩手）
- ピッグノーズ （旧・イワサキクラブ）（茨城）
- 常総クラブ（茨城）
- 三洋クラブ（群馬）
- 戸田オーバーザトップ（埼玉）
- 東京闘球団高麗（東京）
- 多摩クラブ（東京）
- YC&AC（神奈川）

## 東日本クラブ選手権大会 歴代優勝チーム
- 1991年 エリスクラブ（東京）
- 1992年 北海道バーバリアンズ
- 1993年 イワサキクラブ
- 1994年 イワサキクラブ
- 1995年 イワサキクラブ
- 1996年 曼荼羅クラブ
- 1997年 曼荼羅クラブ
- 1998年 曼荼羅クラブ
- 1999年 曼荼羅クラブ
- 2000年 曼荼羅クラブ
- 2001年 タマリバ
- 2002年 北海道バーバリアンズ
- 2003年 曼荼羅クラブ
- 2004年 多摩クラブ
- 2005年 ツクバリアンズ
- 2006年 アイビス
- 2007年 駒場WMM
- 2008年 ドラゴンズラグビークラブ
- 2014年 北海道バーバリアンズ
- 2015年 北海道バーバリアンズ
- 2016年 北海道バーバリアンズ
- 2017年 北海道バーバリアンズ
- 2018年 神奈川タマリバクラブ
- 2019年 北海道バーバリアンズ
- 2020年 東京闘球団高麗
- 2021年 宇都宮VOLT'S
- 2022年 宇都宮VOLT'S
- 2023年 調布三鷹オールカマーズ

- トップクラブリーグが発足する2003年以前は、東日本クラブ王座を争う唯一の大会であった。
- 2004年 - 2013年は、東日本トップクラブリーグ所属チームは不参加となった。
- 2014年より、再び東日本トップクラブリーグ所属チームが参加となっている。
- 2020年より、再び東日本トップクラブリーグ所属チームは不参加となった。

## 東日本トップクラブリーグ 歴代優勝チーム
- 2004-2009年 タマリバクラブ
- 2010年 北海道バーバリアンズ
- 2011年 神奈川タマリバクラブ
- 2012年 北海道バーバリアンズ
- 2013年 神奈川タマリバクラブ
- 2014年 神奈川タマリバクラブ
- 2015年 北海道バーバリアンズ
- 2016年 北海道バーバリアンズ
- 2017年 北海道バーバリアンズ
- 2018年 北海道バーバリアンズ
- 2019年 RKUラグビー・龍ケ崎ドラゴンズ
- 2020年 神奈川タマリバクラブ
- 2021年 順位決定せず
- 2022年 北海道バーバリアンズ
- 2023年 北海道バーバリアンズ
- 2024年 北海道バーバリアンズ